# Goldfleck-Zwergbärbling
Der Goldfleck-Zwergbärbling (Boraras merah) ist ein kleiner Karpfenfisch aus den westlichen und südlichen Teilen Borneos.

## Merkmale
Boraras merah erreicht eine Größe von 20 mm. Er ist gekennzeichnet durch einen ovalen Fleck auf der Seite, der durch einen leichten rosa Saum umgeben ist. Von diesem Fleck erstreckt sich ein mehr oder weniger ausgeprägter rosa Streifen bis zur Schwanzflosse.
Ausgewachsene Weibchen sind rundbäuchiger als Männchen und oft etwas größer. Die Männchen sind meist intensiver gefärbt.

## Forschungsgeschichte
Die Art wurde von Maurice Kottelat 1991 als Rasbora merah erstbeschrieben. Der Holotypus stammt aus dem indonesischen Teil der Insel Borneo, aus dem Flussgebiet des Sungai Jelai Bila etwa 30 km südlich von Sukamara Stadt.